# アボスベク・ファイズラエフ
アボスベク・サイジョン・オグリ・ファイズラエフ（ウズベク語: Abbosbek Sayyidjon o'g'li Fayzullaev、Аббосбек Саййиджон ўғли Файзуллаэв、2003年10月3日 - ）は、ウズベキスタンのサッカー選手。スュペル・リグ・イスタンブール・バシャクシェヒルFK所属。ウズベキスタン代表。ポジションはFWもしくはMF。

## クラブ歴
パフタコール・タシュケントの下部組織出身で2021年にトップチームに昇格した。
2023年8月4日にロシア・プレミアリーグのPFC CSKAモスクワに3年契約で完全移籍した。
2025年7月30日、トルコのイスタンブール・バシャクシェヒルFKに5年契約で完全移籍。エルドル・ショムロドフとクラブでもチームメイトとなった。

## 代表歴
U-19代表からの各年代で招集歴がある。2021年10月にAFC U23アジアカップ2022予選のメンバーに招集されて、バングラデシュ代表戦でU-23代表初出場初得点を記録した。その後AFC U23アジアカップ2022本戦にも参加し、同国サッカー協会の年間最優秀若手選手賞に輝く活躍を見せた。その後、AFC U20アジアカップ2023のメンバーにも招集され、ウズベキスタンは初めてこの大会で優勝、その中心選手として活躍し、大会最優秀選手賞に輝いた。
A代表では2023年6月11日に行われたCAFAネイションズカップ2023のオマーン代表戦で代表初出場、17日の同大会・タジキスタン代表戦で代表初得点を記録した。また翌年1月にはAFCアジアカップ2023のメンバーに選出された。